# Q22
Q22 – wieżowiec biurowy znajdujący się w dzielnicy Śródmieście w Warszawie, przy al. Jana Pawła II 22.

## Opis
Budynek powstał w miejscu hotelu sieci Mercure Fryderyk Chopin, który zakończył swoją działalność 15 grudnia 2011 roku i został zakupiony przez spółkę Echo Investment w tym samym miesiącu za kwotę 31 milionów euro. Budynek hotelu został zburzony w 2012 roku. Podczas jego rozbiórki wszystkie materiały poddano recyklingowi, dzięki czemu uzyskano 1500 ton stali oraz 25 000 ton betonowego kruszywa.
Biurowiec został zaprojektowany przez pracownię Kuryłowicz & Associates przy współpracy z polskim oddziałem Buro Happold. Deweloperem budynku jest polska firma Echo Investment.
Litera „Q” w nazwie biurowca stanowi odniesienie do struktury kryształu kwarcu (ang. quartz), od której pochodzi inspiracja architektoniczna, natomiast liczba „22” jest częścią adresu nieruchomości.
Budowa rozpoczęła się w czerwcu 2013 roku, wykonawcą stanu surowego budynku została firma Modzelewski & Rodek, a szacunkowa wartość to 500 milionów zł. Pod budynkiem zaplanowano 5-kondygnacyjny parking.
Budynek został oddany do użytku w lipcu 2016.